# Phylica tuberculata
Phylica tuberculata är en brakvedsväxtart som beskrevs av Neville Stuart Pillans. Phylica tuberculata ingår i släktet Phylica och familjen brakvedsväxter. Inga underarter finns listade i Catalogue of Life.